# Tatiana Belinky
Tatiana Belinky, en ruso Татьяна Блинки (Petrogrado, 18 de marzo de 1919 - São Paulo, 15 de junio de 2013), fue una escritora brasileña nacida en Rusia, de las más importantes de la literatura infantojuvenil contemporánea. Fue autora de más de 250 libros volcados para ese público. Llegó con sus padres al Brasil con diez años de edad. Obtuvo la ciudadanía brasileña; y estuvo radicada en la ciudad de San Pablo durante más ochenta años.

## Biografía
Su padre, Aron, era comerciante, y su madre, Rosa, cirujana-dentista. De Petrogrado, hoy San Petersburgo, República Socialista Federativa Soviética de Rusia, se mudaron a Riga a los dos años. La autora llegó con su familia al Brasil a los diez años de edad, debido a la persecución de los judíos en la Rusia soviética, huyendo de las guerras civiles que asolaban a la entonces Unión Soviética por la Revolución de Octubre. En ese entonces, ya hablaba fluidamente ruso, alemán y letón.
A los dieciocho años, después de completar un curso de preparación para la Universidad Presbiteriana Mackenzie, comenzó a trabajar como secretaria-corresponsal bilingüe, en los idiomas portugués e inglés. A los veinte ingresó al curso de Filosofía de la Universidad São Bento, más lo abandonó prontamente, cuando se casó con el médico y educador Júlio Gouveia, en 1940. El matrimonio tuvo dos hijos.
En el año de 1948, comenzó a trabajar tanto en adaptaciones, traducciones, y creaciones de piezas infantiles para la Prefectura de São Paulo, en colaboración con su marido. En 1952, puso en escena "Os Três Ursos" a pedido de la TV Tupi, que obtuvo un gran suceso. El éxito de este trabajo fue definitivo para la carrera de la escritora en ciernes: se le pidió a la pareja tener un programa fijo en la emisora. Dentro de la empresa, Tatiana y Júlio realizaron la primera adaptación de "Sítio do Picapau Amarelo", de Monteiro Lobato. El trabajo de la pareja en la "Tupi" seguiría hasta 1966. En ese ínterin, Tatiana Belinky recibió sus primeros premios como escritora, además de convertirse en presidenta de la CET (Comisión Estadual de Teatro de São Paulo).
En 1972 pasó a trabajar en la TV Cultura, y en grandes periódicos del Estado de São Paulo, como la Folha de São Paulo, el Jornal da Tarde, y O Estado de São Paulo, escribiendo artículos, crónicas, y crítica de literatura infantil.
Finalmente, en 1985, emergió como escritora de libros infanto-juveniles, colaborando en ese tipo de series literarias. En 1987, publicó su primer libro, "Limeriques", por la editora FTD, basándose en los limericks irlandeses, que son quintillas humorísticas. A partir de esa publicación, Tatiana pasó a trabajar fervorosamente sobre nuevas creaciones, llegando a escribir más de cien obras. Sus publicaciones fueron galardonadas por varios premios literarios, entre ellos el célebre Premio Jabuti, recibido en 1989.

## Algunas publicaciones
De su vasta obra, se destacan "Coral dos Bichos", "Limeriques", "O Grande Rabanete", "Di-versos russos", "Limerique das Coisas Boas", entre otros. Últimamente, la autora tiene también publicado libros de crónicas, y de memorias.
- tatiana Belinky. 2008. O segredo é não ter medo. Editora 34, 30 pp. ISBN 8573263989, ISBN 9788573263985 en línea

- ------------------. 2007. O caso do bolinho. Colección Girassol. Ilustró Avelino Guedes. 2.ª edición de Moderna, 32 pp. ISBN 8516041328, ISBN 9788516041328

- ------------------, roberto Weigand. 2007. Dez sacizinhos. Sabor amizade: Série Estação criança. 6.ª edición de Paulinas, 15 pp. ISBN 853562080X, ISBN 9788535620801

- ------------------. 2004. Limeriques do bípede apaixonado. 2.ª edición de Editora 34. 36 pp. ISBN 8573263172, ISBN 9788573263176 en línea

- ------------------. 2002. Onde ja se viu?. Editor Ática. 120 pp. ISBN 8508092474, ISBN 9788508092475

- ------------------. 2002. O macaco malandro: peça teatral. Vol. 5 de Literatura em minha casa. Editor Moderna, 35 pp. ISBN 8516029506, ISBN 9788516029500

- ------------------. 2001. Mandaliques. Editora 34, 30 pp. ISBN 8573262230, ISBN 9788573262230

- ------------------, Hnos. Grimm. 2000. Joao E Maria. Editor Martins. 28 pp. ISBN 8533606486, ISBN 9788533606487

- ------------------. 1999. A aposta. Colección Sabor Amizade: Série Com-fabulando. Editor Paulinas, ISBN 8573111593, ISBN 9788573111590

## Honores
- 2010: el día 15 de abril se produjo la sesión de posesión de la Academia Paulista de Letras, pasando a ocupar la silla 25, y habiendo sido recibida por el académico Francisco Marins.

### Premios
- 1988: premio Monteiro Lobato de Traducciones, y de nuevo en 1990[4]

- FNLIJ 1993, categoría Criança. Libro: SAGA DE SIEGFRIED, A (1993)[6]

- Jabuti 1994, categoría Ilustraciones. Libro: SAGA DE SIEGFRIED, A (1993)

- FNLIJ 1995, categoría Criança. Libro: SETE CONTOS RUSSOS (1995)

- FNLIJ 2003, categoría Poesía. Libro: CALDEIRÃO DE POEMAS, UM (2003)

### Eponimia
- Premio Tatiana Belinky de Limeriques, 2012 es una iniciativa de la escritora Viviane Veiga Tavora, en colaboración con la Cooperativa Cultural de Brasil y apoyo de la Secretaría de Cultura del Estado de São Paulo, a través de PROAC - Programa de Acción Cultural - 2011.[7][8][9]